# Israel Brandmann

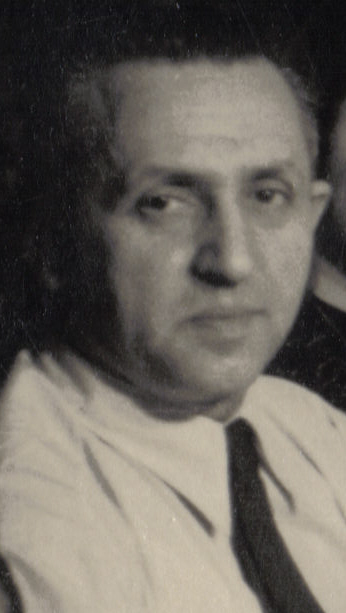
Israel Brandmann

Israel Brandmann (* 1. Dezember 1901 in Kamenez-Podolsk, Ukraine; † 17. Januar 1993, Tel Aviv, Israel) war ein ukrainisch-israelischer Komponist, Dirigent und Violinist.

## Leben und Wirken
Er studierte von 1913 bis 1917 am St. Petersburger Konservatorium Violine. 1919 gründete er in seiner Heimatstadt Kamenez-Podolsk in der Ukraine eine „Jüdische national-musikalische Organisation Kadimah“, mit der er später in Palästina konzertierte.
Im Jahr 1924 kam Brandmann nach Wien, wo er an der Universität für Musik und darstellende Kunst Wien bei Franz Schmidt Komposition studierte. Er trat als Komponist und Dirigent des Wiener Jüdischen Gesangvereins und als Interpret bei den Kammermusikkonzerten des Vereins zur Förderung jüdischer Musik gleichermaßen erfolgreich in Erscheinung. Zu den am meisten beachteten Werken gehört das Violinkonzert von 1927.
1935 übersiedelte er nach Palästina, wo seine Tätigkeit jedoch nicht mehr denselben Umfang hatte. Er leitete dann viele Jahre lang den Arbeiterchor in Tel Aviv (der auf der Basis des Chors „Kadimah“ entstanden war). Seine Werke, darunter die symphonische Dichtung „Hechaluz“, die seinerzeit in Wien einen durchschlagenden Erfolg gehabt hatte, wurden dort weitgehend missachtet.